# آرشاک تر-قوکاسوف
آرشاک تر-قوکاسوف (ارمنی: Արշակ Տեր-Ղուկասով؛ زاده ۱۸۱۹ – درگذشته ۸ ژانویه ۱۸۸۱) سپهبد ارمنی‌تبار اهل امپراتوری روسیه بود.

## زندگی‌نامه
در ۱۸۱۹ در تفلیس به دنیا آمد و در مدرسه نرسیسیان تحصیل نمود. وی در جنگ قفقاز و جنگ روسیه و عثمانی شرکت نمود. وی همچنین برنده نشان آنای مقدس (سنت آنا) و پور لی میریت شده‌است. وی در ۸ ژانویه ۱۸۸۱ درگذشت و در کلیسای گئورگ مقدس تفلیس به خاک سپرده شد.